# Ferdinando Tiburzio Gonzaga
Ferdinando Tiburzio Gonzaga (Vescovato, 14 aprile 1611 – Mantova, 28 ottobre 1672) è stato un vescovo cattolico italiano.

## Biografia
Era figlio di Giordano Gonzaga (1553-1614), dei Gonzaga di Vescovato, linea collaterale dei Gonzaga.
Compì gli studi in giurisprudenza alla Università di Bologna e nel 1639 fu ordinato sacerdote. Venne nominato vescovo dal duca di Mantova Ferdinando Carlo di Gonzaga-Nevers e confermato nella carica da papa Clemente IX.
Fu l'ultimo rappresentante dei vescovi di Mantova della casata Gonzaga.

## Genealogia episcopale
La genealogia episcopale è:
- Arcivescovo Filippo Archinto
- Papa Pio IV
- Cardinale Giovanni Antonio Serbelloni
- Cardinale Carlo Borromeo
- Cardinale Ottavio Paravicini
- Cardinale Giambattista Leni
- Cardinale Giulio Roma
- Arcivescovo Martino Alfieri
- Cardinale Francesco Maria Machiavelli
- Papa Innocenzo XI
- Vescovo Ferdinando Tiburzio Gonzaga

## Ascendenza
|                                              |   |                                            | Genitori                                        |  |  | Nonni |  |  | Bisnonni                                   |  |  | Trisnonni                              |  |
|                                              |   |                                            |                                                 |  |  |       |  |  | Sigismondo I Gonzaga, signore di Vescovato |  |  | Giovanni Gonzaga, signore di Vescovato |  |
|                                              |   |                                            |                                                 |  |  |       |  |  | Sigismondo I Gonzaga, signore di Vescovato |  |  | Giovanni Gonzaga, signore di Vescovato |  |
|                                              |   | Laura Bentivoglio                          |                                                 |  |  |       |  |  | Sigismondo I Gonzaga, signore di Vescovato |  |  |                                        |  |
| Sigismondo II Gonzaga, marchese di Vescovato |   |                                            |                                                 |  |  |       |  |  | Sigismondo I Gonzaga, signore di Vescovato |  |  |                                        |  |
|                                              |   | Antonia Pallavicini                        | Cristoforo Pallavicini, marchese di Busseto     |  |  |       |  |  |                                            |  |  |                                        |  |
|                                              |   | Antonia Pallavicini                        | Cristoforo Pallavicini, marchese di Busseto     |  |  |       |  |  |                                            |  |  |                                        |  |
|                                              |   | Antonia Pallavicini                        | Cristoforo Pallavicini, marchese di Busseto     |  |  |       |  |  |                                            |  |  |                                        |  |
| Giordano Gonzaga di Vescovato                |   | Antonia Pallavicini                        |                                                 |  |  |       |  |  |                                            |  |  |                                        |  |
|                                              |   | Guido II Rangoni, conte di Castelcrescente | Niccolò Maria Rangoni, conte di Castelcrescente |  |  |       |  |  |                                            |  |  |                                        |  |
|                                              |   | Guido II Rangoni, conte di Castelcrescente | Niccolò Maria Rangoni, conte di Castelcrescente |  |  |       |  |  |                                            |  |  |                                        |  |
|                                              |   | Guido II Rangoni, conte di Castelcrescente | Bianca Bentivoglio                              |  |  |       |  |  |                                            |  |  |                                        |  |
| Lavinia Rangoni                              |   | Guido II Rangoni, conte di Castelcrescente |                                                 |  |  |       |  |  |                                            |  |  |                                        |  |
|                                              |   | Argentina Pallavicina                      | Federigo Pallavicino, marchese di Zibello       |  |  |       |  |  |                                            |  |  |                                        |  |
|                                              |   | Argentina Pallavicina                      | Federigo Pallavicino, marchese di Zibello       |  |  |       |  |  |                                            |  |  |                                        |  |
|                                              |   | Argentina Pallavicina                      | Clarice Malaspina                               |  |  |       |  |  |                                            |  |  |                                        |  |
| Ferdinando Tiburzio Gonzaga di Vescovato     |   | Argentina Pallavicina                      |                                                 |  |  |       |  |  |                                            |  |  |                                        |  |
|                                              | … | …                                          |                                                 |  |  |       |  |  |                                            |  |  |                                        |  |
|                                              | … | …                                          |                                                 |  |  |       |  |  |                                            |  |  |                                        |  |
|                                              | … | …                                          |                                                 |  |  |       |  |  |                                            |  |  |                                        |  |
| Niccolò Ponzoni                              | … |                                            |                                                 |  |  |       |  |  |                                            |  |  |                                        |  |
|                                              |   | …                                          | …                                               |  |  |       |  |  |                                            |  |  |                                        |  |
|                                              |   | …                                          | …                                               |  |  |       |  |  |                                            |  |  |                                        |  |
|                                              |   | …                                          | …                                               |  |  |       |  |  |                                            |  |  |                                        |  |
| Camilla Ponzoni                              |   | …                                          |                                                 |  |  |       |  |  |                                            |  |  |                                        |  |
|                                              |   | …                                          | …                                               |  |  |       |  |  |                                            |  |  |                                        |  |
|                                              |   | …                                          | …                                               |  |  |       |  |  |                                            |  |  |                                        |  |
|                                              |   | …                                          | …                                               |  |  |       |  |  |                                            |  |  |                                        |  |
| …                                            |   | …                                          |                                                 |  |  |       |  |  |                                            |  |  |                                        |  |
|                                              |   | …                                          | …                                               |  |  |       |  |  |                                            |  |  |                                        |  |
|                                              |   | …                                          | …                                               |  |  |       |  |  |                                            |  |  |                                        |  |
|                                              |   | …                                          | …                                               |  |  |       |  |  |                                            |  |  |                                        |  |
|                                              |   | …                                          |                                                 |  |  |       |  |  |                                            |  |  |                                        |  |

## Stemma
| Immagine | Blasonatura |
| -------- | --- |
| \| \|    | Vescovo Stemma della famiglia Gonzaga. Lo scudo, accollato a una croce astile d'oro, posta in palo, è timbrato da un cappello con cordoni e nappe di verde. Le nappe, in numero di dodici, sono disposte sei per parte, in cinque ordini di 1, 2, 3 |
|          | |